# Mesačne pismo k rozwučenju a wokřewjenju
Měsačne pismo k rozwučenju a wokřewjenju (в.-луж. Ежемесячник для поучения и утешения) — первый в истории журнал на верхнолужицком языке.
Единственный номер журнала вышел в августе 1790 года по инициативе членов серболужицкого культурно-просветительского общества «Сербское проповедническое общество» и студентов Лейпцигского университета Яна Августа Янки (1764—1833) и Корлы Богухвала Шераха (1764—1836), сына серболужицкого учёного Гадама Богухвала Шераха. Журнал содержал политические статьи, вдохновлённые Французской революцией, поэтому дальнейшее его издание сразу же было запрещено цензурой саксонского правительства.